# Corrispondenze private
Corrispondenze private è un film del 2002 diretto da Corso Salani.
È stato presentato nella sezione Orizzonti Europa al Torino Film Festival del 2002 e all'Alpe Adria Cinema Festival del 2003.